# Mont Blanc (postre)
Un Mont Blanc (o Mont-Blanc aux marrons) es un postre francés hecho de puré de castañas endulzadas y cubierto de nata montada. Algunas versiones se sirven sobre un  merengue,  macaron o bizcochuelo. 
El nombre viene a que se asemeja a las montañas Mont Blanc. 
El Mont Blanc es popular en Francia, Italia, China, Japón y Hungría. También es un postre muy popular en las regiones del noroeste de Rumania, donde por lo general se prepara y se vende en otoño.

## Variaciones

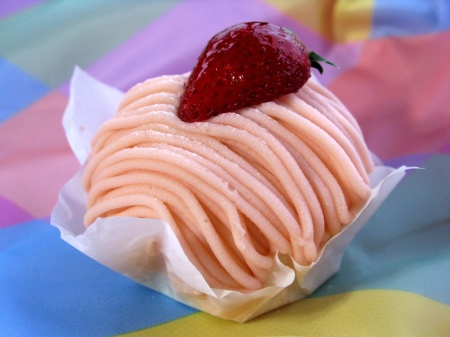
Mont Blanc de Fresa Japonés

En Japón, a veces se utiliza  calabaza y  ñame púrpura en lugar de castañas. En la versión de castañas, a veces se añade  cacao o  matcha. También hay Mont Blanc de fruta, con sabores como  mango y  fresa.